# Jultomten

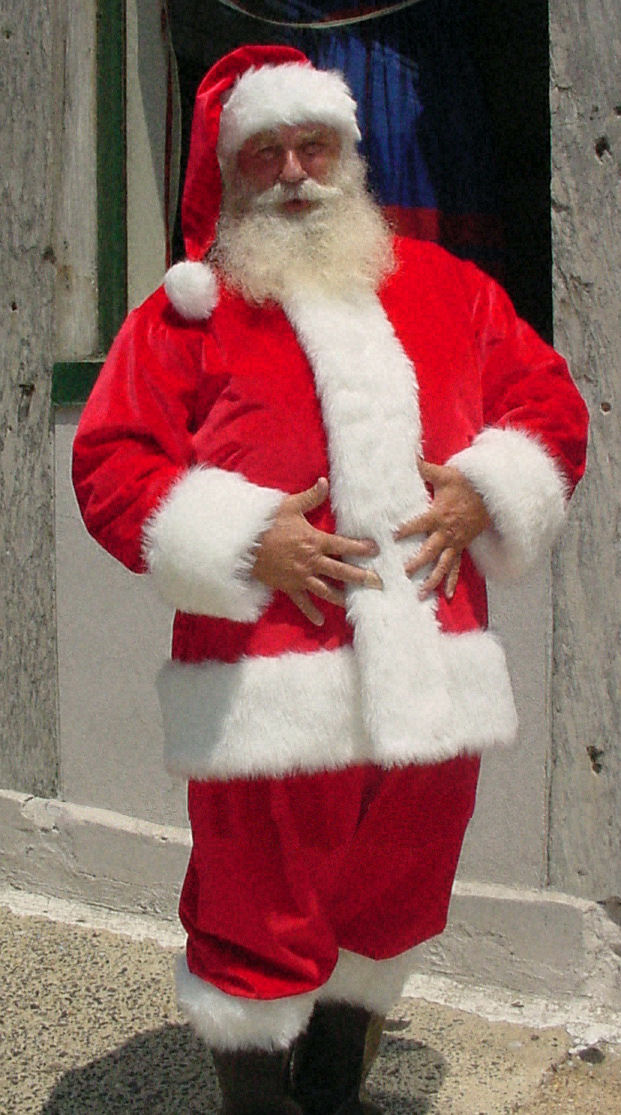
En jultomte som den vanligen skildras i amerikansk populärkultur.

Jultomten, tomten eller, på finlandssvenska, julgubben (främst i södra Finland), är en figur som kommer med julklappar i juletid. Han avbildas ofta som en överviktig äldre man med röd luva och långt vitt skägg. Jultomten har utvecklats ur flera olika figurer, bland annat Oden, Sankt Nikolaus och den nordiska tomtegubben.

## Ursprung

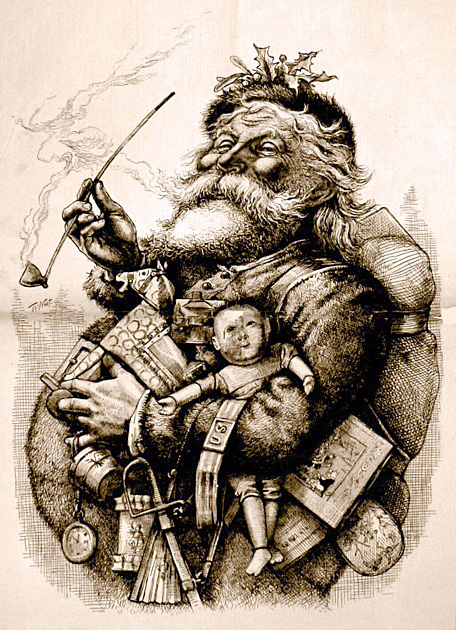
Illustration från 1881 av Thomas Nast som tillsammans med Clement Clarke Moore hjälpte till att skapa bilden av jultomten.

Dagens jultomte är en kombination av traditionella berättelser, mytiska figurer, verkliga personer, samtida berättelser och reklam. Under olika perioder och på olika platser har jultomten framställts på olika sätt och haft olika karaktärsdrag. Än idag skiljer sig uppfattningen om jultomten på olika platser beroende på vilka traditionella föreställningar som dominerar, men det sker en homogenisering genom att vissa bilder och personlighetsdrag reproduceras globalt av exempelvis multinationella företag som Coca-Cola och Disney.

### Fornnordisk mytologi
I stort sett alla germanska kulturer firade jul (engelskans ”Yule”, tyskans ”Jul”, isländskans ”Jól”), som inträffade kring midvintersolståndet. Detta firande var kopplat till guden Oden, som kallades för "Julfader" eller "Julner", och diserna. Anglosaxiska källor vittnar om att man vid denna tid firade "Mödrarnas natt", vilket kopplats till just diserna och disablotet. Att det möjligtvis skulle förekommit ett firande av döda mödrar inom familjen styrks av dödsguden Odens koppling till högtiden. Vid denna tid kunde man se den spöklika Odens jakt på himmelen. Margaret Baker menade att vandraren Oden med sitt långa, vita skägg, sin slokhatt som rider över himmelen om natten och besökte folket i sina stugor var grunden för jultomten. I England gestaltades julen av "Father Christmas", vilket för tankarna till "Julfader". Den nederländska figuren "Sinterklaas" har också jämförts med Oden. Sinterklaas rider på hustaken på en vit häst, Oden rider över himmelen på Sleipner. Sinterklaas har svarta medhjälpare som rapporterar till honom vilka barn som varit snälla eller stygga, Oden har korparna Hugin och Munin som rapporterar åt honom.

### Kristendomen
Jultomtens amerikanska namn "Santa Claus" är baserat på det nederländska "Sinterklaas", som härleds till Sankt Nikolaus som var en kristen biskop av grekisk härkomst på 300-talet i staden Myra i Romerska riket, i dagens Turkiet, och som helgonförklarades för sin givmildhet. I legenden räddar han bland annat i hemlighet tre flickor som inte har tillräckligt med pengar till hemgift, så att de slipper bli prostituerade. S:t Nikolaus är skyddshelgon för barn, sjömän, fiskare, de falskt anklagade, pantbanker, ångerfulla tjuvar samt många städer. Han avbildas vanligen iförd röd biskopsdräkt, ofta med detaljer i vitt och grönt.

### Julbocken

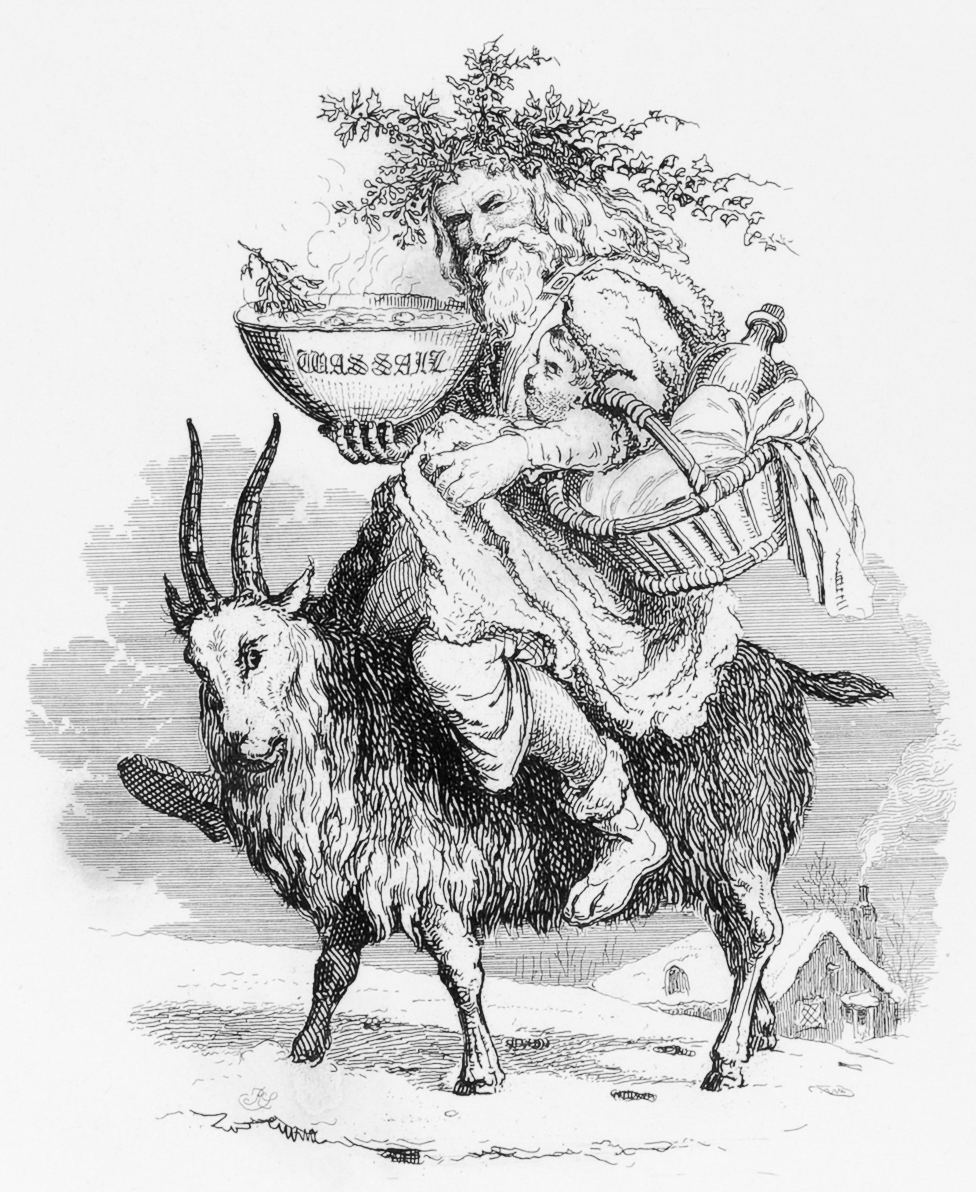
Under 1800-talet förenades traditionerna med julbocken med den nyare traditionen med jultomten. Här i en illustration från 1836.

I de nordiska länderna förekom en jultradition där ungdomar gick runt bland gårdarna och framförde enklare skådespel eller sjöng visor. En i sällskapet kunde vara utklädd till bock, ibland med en mask gjord av halm, och som tack för uppträdandet fick de mat, dryck och pengar till ett gille som hölls i mellandagarna. Det hände att barnen blev skrämda av den utklädda bocken. I delar av Sverige fortlevde traditionen kring mitten av 1900-talet. Under 1800-talet förändrades traditionen gradvis inom den borgerliga samhällsklassen till att en man klädde ut sig till bock och delade ut julklappar, på ett sätt som föregick jultomten.
Alice Tegnérs visa om "Julbocken" ("En jul när mor var liten...") lyder: "stod därute och stampa och gav dörrn en smäll". Smällen är en rest av den klappning på dörren som tillkännagav forna tiders anonyma "julklappar". En tradition var också att man i juletid lämnade en present utanför dörren till den man var hemligt kär i, klappade på dörren och försvann.[källa behövs]
När sedan jultomten blev den som traditionellt kom med julklapparna lät man istället bocken dra tomtens släde eller så red tomten på bocken.

### Modern tid

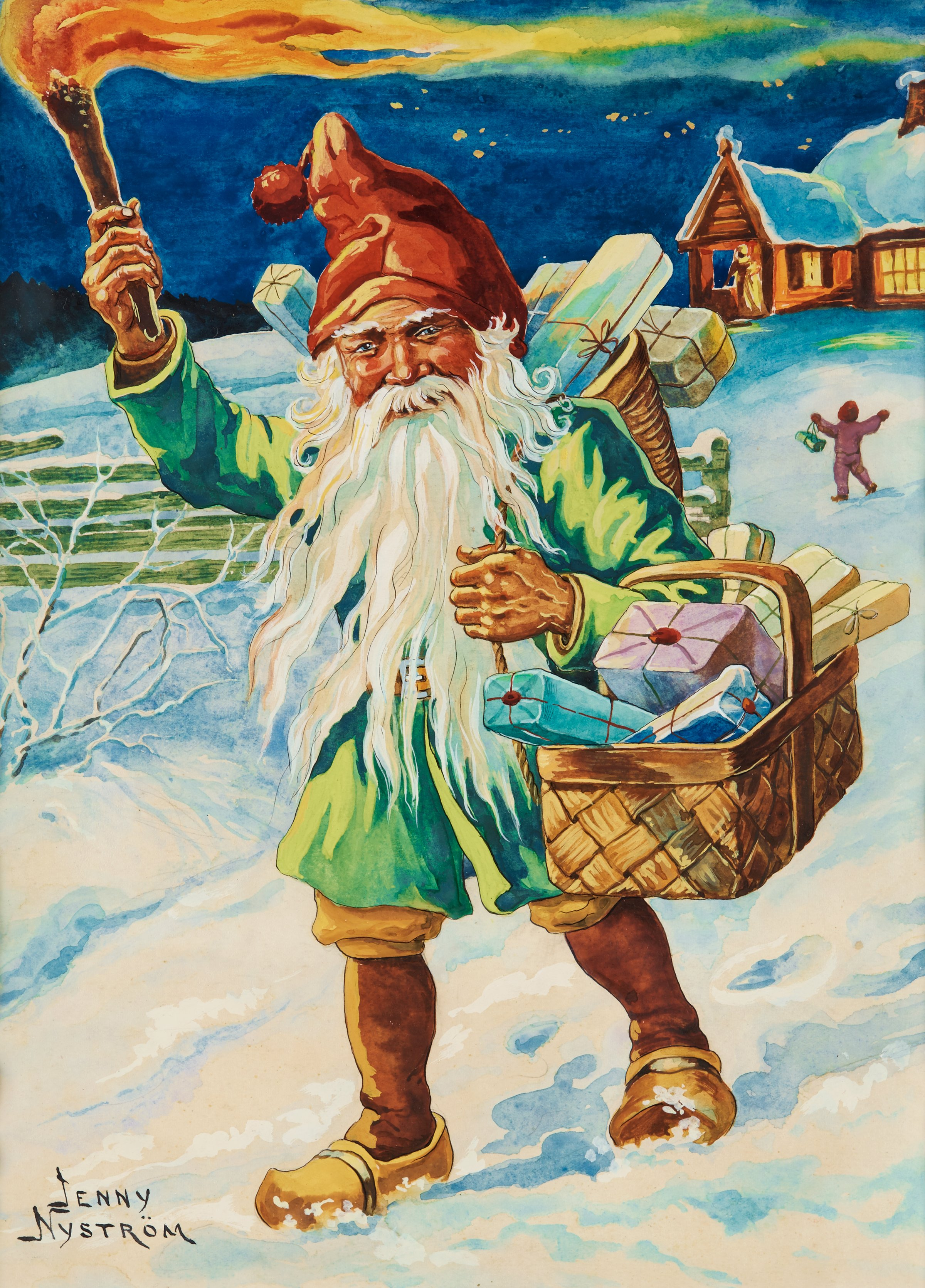
Jenny Nyströms bilder var starkt bidragande till att forma den svenska bilden av tomten.

Äldsta kända förekomsten i tryck av ordet 'jultomte' i Sverige, härstammar från 1862 och Göteborgs handels- och sjöfartstidning där ett julfirande med skandinaviska konstnärer i Paris skildras. Här beskrivs det att: "På den andra huvudväggen hängde en bild utförd av dansken V. Petersen föreställande fem figurer från vapensköldarna i en munter dans, med överskriften "Vi äro ett folk, vi kallas Skandinaver". Härunder satt en stor jultomte, spisande sin gröt. På väggen i ena änden av salen hängde en bild av en julfest med tomtar och gudar, utförd av Malmström." Två år senare såldes jultidningen Jultomten i tobaksbutiker i Stockholm.
I Norden var det bland annat Viktor Rydberg, med novellen Lille Viggs äventyr på julafton (1871) och kanske främst dikten "Tomten" (1881), och Jenny Nyströms illustrationer till de bägge texterna, som lade grunden till det kulturella fusionen av gårdstomten och julbocken. En inspirationskälla för Nyström, kan ha varit hennes lärare vid Göteborgs musei rit- och målarskola, Fredrik Wohlfart som gjort sig känd för sina målningar av tomtenissar. Redan 1870 skrev Elias Sehlstedt dikten Jultomten som illustration till en tavla av Vincent Lerche, som då handlade om en gårdstomte. Gårdstomten är en folkloristisk figur med övernaturliga krafter som såg till att gården hade lycka med sig, men som även kunde straffa de människor som misskötte sig. Det hörde till traditionen att han skulle erhålla extra mat i samband med jul för att fortsätta ge lycka åt hemmet. Det sena 1800-talets illustratörer och författare till de ymnigt förekommande jultidningarna och familjemagasinen byggde vidare på idén och gestalten. I Vimmerby anordnades annandag jul 1871 en barnjulfest med en "jultomte", det är första gången någon dokumenteras ha gestaltat en jultomte i Sverige. En liknande fest med en jultomte anordnades i Askersund 20 januari 1872.
1874 bildades sällskapet Jultomtarne i Stockholm, som i jultider delade ut kläder till fattiga behövande barn.  Liknande föreningar kom under 1870-talet att bildas i flera svenska städer , och kom att börja sprida tanken på en tomte som delade ut gåvor.
En gradvis sammansmältning har sedan vidare skett mellan denna hybridfigur och den amerikanska varianten Santa Claus – en tjock, rödklädd äldre man som skapades på 1800-talet. Denna figur förekommer bland annat i dikten "A Visit From St. Nicholas" (numera mer känd som "The Night Before Christmas"), troligen skriven av Clement Clarke Moore, som publicerades i tidningen Sentinel 1823. I denna beskrivs Sankt Nikolaus som en gladlynt och överviktig man med skägg vitt som snö och en näsa röd som ett körsbär, som anländer i en flygande släde dragen av åtta namngivna renar, och tar sig ner i husen genom skorstenen. De första bilderna av denna version av den amerikanske jultomten sågs senare i tecknaren Thomas Nasts illustrationer i tidningen Harper's Weekly, där en bild publicerades 1863. Denna amerikanske jultomte populariserades i Coca Cola-reklamen på 1930-talet, med hjälp av bilder av reklamtecknaren Haddon Sundblom (1899–1976), av finsk-svensk härkomst.
En populär modern myt i USA är att den tomte vi ser i dag helt och hållet skulle vara skapad av Coca-Cola, eller att tomten åtminstone fått sina rödvita kläder från Coca-Colas reklam. Detta är dock inte sant. Både bilden av tomten som en gladlynt korpulent man i stort vitt skägg och dennes rödvita kläder har funnits långt tidigare, likaså har tomten använts i kommersiella syften långt innan Coca-Colas tomte. Coca-Colas inflytande på bilden av tomten ligger mer i att Sundblom gav det amerikanska folket en konsekvent bild av tomten under en 30-årsperiod och på så sätt standardiserade utseendet.

## Jultomten i världen

### Julemanden i Danmark
I Danmark vet alla barn att "julemanden" bor på Grönland. När jultomten introducerades i Danmark på 1890-talet var det dock Nordpolen som var hans hemort. 1989 preciserades hemvisten via en dansk julkalender-tv-serie till Uummannaq. Den danska tomten lägger paketen under granen på natten till julafton. Renarna som drar tomtens släde heter på danska Danser, Springer, Smukke, Konge, Komet, Amor, Torden, Lyn och Rudolf.[källa behövs]

### Julgubben i Finland
I Finland lever jultomtens föregångare julbocken kvar i det finska namnet: "joulupukki" ("pukki" betyder bock). Det finlandssvenska namnet är däremot julgubben. I svensktalande Österbotten används emellertid även benämningen julbocken fortsättningsvis. Den tidigare traditionen med den skrämmande och lustiga julbocken påverkades från mitten av 1800-talet av den tyska Weihnachtsmann (julmannen) till att bli mer förmanande och kristlig. Julklappsutdelaren började i samband med detta att kallas julgubben.
Julgubben anses komma från Korvatunturi i Lapplands ödemark och sägs köra till alla länder med sin släde. En av hans renar – den med röda mulen – heter Petteri på finska.
Då Korvatunturi ligger långt borta i svårtillgänglig ödemark är det få turister som försöker hitta hans hem. Däremot finns turistsatsningar annanstans, i synnerhet i Rovaniemi, nära polcirkeln, där också post adresserad till Julgubben besvaras.
Ett stort antal turister, främst britter, besöker Lappland kring jul, främst Rovaniemi och Kittilä, men också Ivalo och Enontekis. År 2012 var det frågan om 300 charterflygningar, rekordåren 2006 och 2007 över 500.

### Jultomten i Sverige

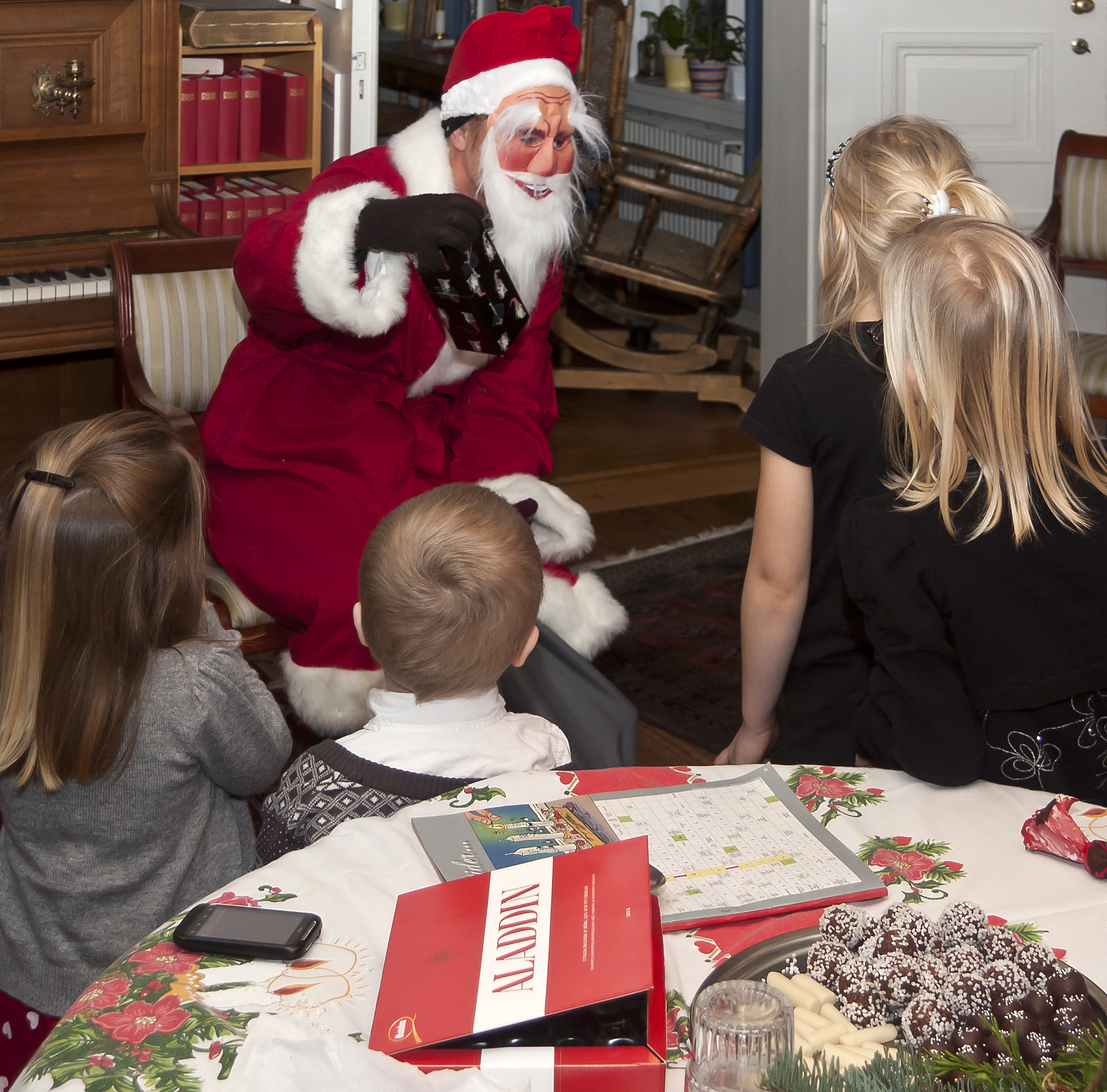
Jultomten besöker ett svenskt hem på julafton 2011.

Den svenska jultomten, som är en blandning av amerikanska Santa Claus och gårdstomten/hustomten i gammal svensk folktro, importerades som tradition till Sverige från USA under 1800-talet, och besöker ofta hemmen på eftermiddagen eller kvällen, vanligtvis[källa behövs] efter TV-programmet Kalle Anka och hans vänner önskar God Jul (som sänds mellan klockan 15:00 och 16.00), den 24 december. Ofta kommer han i form av en utklädd anhörig, till exempel pappan i familjen, som under kvällen smugit ut för att klä ut sig. En klassisk ursäkt för att förklara personens frånvaro är att denne har "gått ut för att köpa tidningen". Tomten yttrar ibland frasen Finns det några snälla barn? som hälsning då han träder in i rummet där julfirarna sitter. Detta är dock en sent påkommen fras.
I svenska borgerliga hem på 1800-talet gick presentutdelningen till ungefär som den ofta gör i dag. Skillnaden var att den mystiske gästen, med mask för ansiktet, från början på många håll föreställde en julbock.
Den svenska jultomtens skratt "Ho ho ho!" tros ha kommit från engelskspråkiga länder och ursprungligen från karaktären Puck i William Shakespeares pjäs En midsommarnattsdröm omkring år 1600.

### Jultomtens motsvarighet i Centraleuropa
I södra Tyskland, Österrike och Tjeckien förekommer en tradition, där det i stället var Jesusbarnet, das Christkind, som gav barnen presenter. Överflyttad till Sverige lät traditionen en ung flicka spela Jesusbarnet, med en krans av tända ljus i håret som föreställde gloria. Den figuren smälte samman med lussebruden och blev en av flera källor till den unikt svenska Lucia-traditionen. I det övriga Tyskland, som är evangeliskt präglat, är det dock jultomtens tyska motsvarighet Weihnachtsmann (julmannen) som ger presenter till barnen.
Sankt Nikolaus helgondag är 6 december. I vissa länder, särskilt Tyskland, Nederländerna och Belgien, är det då, 5 eller 6 december, som Sinterklaas kommer med presenter till barnen, medan juldagen snarare firas som en kristen högtid. I Tyskland talar man om Sankt Nikolaus som kommer med presenter 6 december och der Weihnachtsmann som förknippas med julen. De två karaktärerna avbildas på samma sätt, rödklädd och med stort vitt skägg. Den nederländska Sinterklaas har oftast röd klädsel, och har alltid sin följeslagare Zwarte Piet ("Svarte Per") nära tillhands.
I Österrike och några andra länder heter Sankt Nicklaus följeslagare Krampus, en svart varelse med horn och svans som under Krampusfesten den 6 december agar alla olydiga barn med ett risknippe innan Nicklaus delar ut presenter.

### Jultomtens motsvarighet i engelskspråkiga länder
I Storbritannien, USA, Kanada, Australien och andra länder med engelska som dominerande språk, finns Santa Claus (en förkortning av Saint Nicholas, d.v.s. Sankt Nikolaus), också kallad Father Christmas ("Fader Jul"), en rödklädd, skäggig mansfigur som delar ut julklapparna under julnatten, så att barnen får dem på juldagens morgon. Normalt framställs han körande en släde dragen av flygande renar.
Särskilt den amerikanska bilden av tomten, har med bl.a. Hollywoods hjälp spridits runt världen och används som en julsymbol även i många icke-kristna länder där ett sekulärt julfirande ändå förekommer, såsom Japan och Kina.

### Jultomtens motsvarighet i Östeuropa
Den slaviske Farbror Frost var från början ett vinterväsen i folkmytologin. Han är klädd i en tung rock och luva likt Sankt Nikolaus, men kläderna var från början vita och ofta lite glittriga likt gnistrande snö. Under 1800-talet kom han att smälta samman med julfirandet, likt tomten i Sverige. Han förekommer i Ryssland, Belarus och Ukraina och i viss mån också i andra slaviska länder. På senare decennier har han mer kommit att bli rödklädd, efter inspiration från väst. Presenter delas ut till nyår i stället för till jul, vilket är en kvarleva från sovjettiden, då man inte fick fira kristna högtider.

## Jultomtens bostadsort

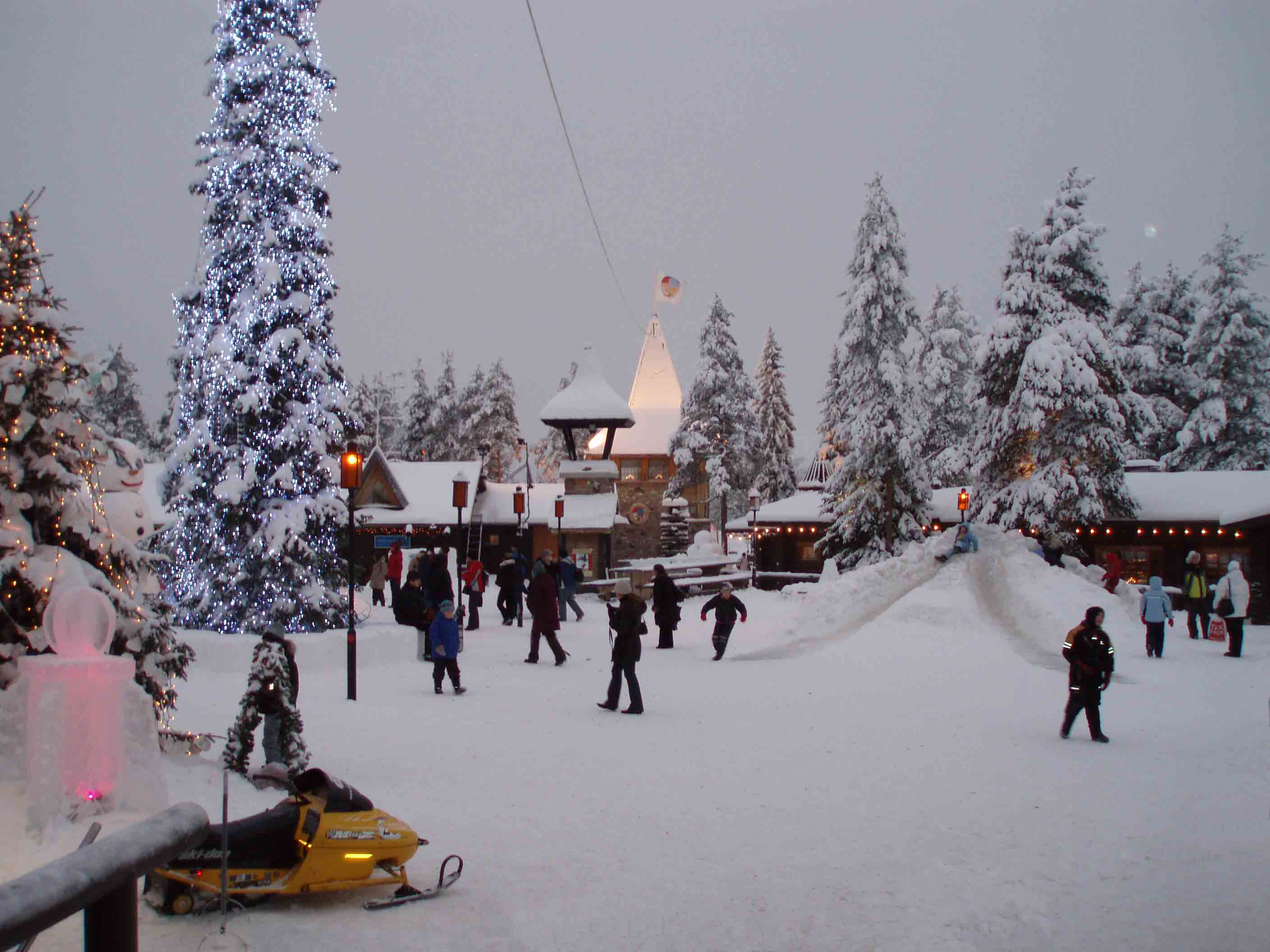
Santa Park i Rovaniemi.

En svårlöslig fråga i mytologin är den om var jultomten bor. I vissa länder bor han innanför landgränserna och i andra bor han utanför. Gemensamt för mångas tro är att han bor på en lågbefolkad och något svårtillgänglig plats. Ibland finns det kommersiella intressen och marknadsföring med turistattraktioner på platsen.
I amerikansk folktro bor han på Nordpolen. Det var tecknaren Thomas Nast som år 1866 först föreslog adressen. Där har han enligt amerikanerna en tomteverkstad med tomtenissar som tillverkar alla julklappar. Enligt denna tro använder han en flygande släde dragen av renar, med Rudolf i spetsen, för att flyga runt världen och dela ut julklapparna under natten till juldagen. I verkligheten är det dock inte möjligt att bosätta sig permanent på den geografiska nordpolen eftersom den saknar fast landmassa.
Danskarna anser att "Julemanden" bor i Ilulissat på Grönlands västkust, och i en dansk julkalender 1989 specificerades platsen till Uummannaq. Under 1800-talet trodde däremot även danskarna på Nordpolen.
Finländarna är övertygade om att Julgubben bor på fjället Korvatunturi vid gränsen till Ryssland i nordöstra Finland. Det var en radiojournalist under 1920-talet som skapade myten. Den ogästvänliga platsen har i praktiken fått representeras av Rovaniemi, där man sedan 1998 haft nöjesfältet Santa Park. En delegation från Rovaniemi har bedrivit lobbying i hopp om att få bli EU-sanktionerade som jultomtens hemort.
I Norge och Sverige har man haft mindre behov av att fastställa var tomten bor, även om det har spekulerats. Det kan möjligen bero på att kopplingen till gårdstomte-/nissetraditionen är starkare där.
I Norge skickar många barn sina önskelistor till "julenissen på Nordpolen", men posten hamnar i Drøbak söder om Oslo. Drøbak marknadsförs även globalt med julattraktioner för turister. Det finns dock många andra orter i Norge som figurerat i norska diskussioner.
I Sverige finns både Sagolandet Tomteland sedan 1984 i Mora och postcentralen i Tomteboda norr om Stockholm, där de brev som svenska barn skriver till tomten hamnar, och varifrån de också ofta får svar. I slutet av 1990-talet gav sig även Arvidsjaur i Sverige in i diskussionen, och i mitten av december 1998 invigdes "Tomtens hem" där.  I december 2007 gick det svenska företaget Sweco ut med att jultomten borde bo i bergen i Kirgizistan, nära gränsen till Kazakstan, på 40°40′N 74°24′Ö / 40.667°N 74.400°Ö. Detta skulle nämligen enligt det svenska företaget vara optimalt för Jultomtens logistik, när han ska dela ut alla julklappar. På grund av detta har kirgiziska myndigheter sagt att de planerat att namnge ett berg efter jultomten
Forskare vid Lunds universitet har kommit fram till att tomtens hem och huvudbas strategiskt sett borde ligga i Jokkmokk, efter att ha studerat satellitbilder och folkförflyttningar.
I vissa länders berättelser förekommer en avlägsen och öde plats i norra Turkiet, nära gränsen till Ryssland. I Turkiet är det däremot Myra, nuvarande Demre, tillika Sankt Nikolaus dödsort som är tomtens hemvist.
I Nederländerna talas ibland om att jultomten Sinter Klaas kommer med båt från Spanien.

## Spårning av jultomten i luftrummet
Ett antal webbplatser har skapats av olika organisationer som har hävdat att de via olika anordningar i ordinarie övervakning av luftrummet spårar jultomtens årliga resa. Vissa, som NORAD Tracks Santa(en), Google Santa Tracker, emailSanta.com Tracker och Santa Update Project har funnits en längre tid, medan andra som till exempelvis Airservices Australia Tracks Santa Project, Dallas/Fort Worth International Airports Tracks Santa Project, NASA Tracks Santa Project och Bing Maps Platform Tracks Santa Project har upphört.
NORAD Tracks Santa uppstod år 1955 när en Sears-Roebuck-annons publicerade ett felaktigt telefonnummer för deras tomtejour och Continental Air Defense Command(en) (en militär organisation för försvar av USA:s luftrum), tog emot samtalen som var avsedda för Sears. Konceptet överfördes sedan till NORAD (en militär samarbetsorganisation mellan Canada och USA ansvarig för att övervaka nordamerikas luftrum) vid dess bildande 1958. Förutom att vara underhållande kan dessa webbplatser för spårning av jultomten väcka intresse för rymdteknologi och flyg hos inte minst barn och uppmuntra dem till att intressera sig för vetenskap.